# Marie Goegg-Pouchoulin
Marie Goegg-Pouchoulin foi uma militante feminista e abolicionista, reconhecida por seu compromisso com o pacifismo e o direito das mulheres ao voto, na Suíça. Ela nasceu em Genebra, em 24 de maio de 1826, e faleceu na mesma cidade, em 24 de março de 1899. Sua luta pelos direitos das mulheres levou, em particular, a iniciar uma petição para o acesso das mulheres ao ensino universitário e a fundar a Associação Internacional das Mulheres, uma das primeiras organizações feministas suíças. Foi também a fundadora do Journal des Femmes, o primeiro jornal feminista suíço.

## Infância e origens
Marie Pouchoulin nasceu em 24 de maio de 1826, em Genebra, em uma família descendente de refugiados huguenotes franceses. Ela era a filha de Adrienne Paudex e Jean Pouchoulin, um relojoeiro. Depois da educação elementar, ela começou a trabalhar com seu pai, aos 13 anos.
Marie Pouchoulin cresceu em um ambiente influenciado pelas idéias do socialista com as quais seu pai simpatiza. No entanto, foi por meio do contato com de refugiados revolucionários europeus na Suíça, no contexto de movimentos na Europa em 1848, que formou suas crenças sobre a igualdade entre homens e mulheres. Seu segundo marido, Amand Goegg, um revolucionário alemão, era justamente desses círculos marcados pelo exílio e aos quais a família Pouchoulin alugava quartos.

## Vida privada

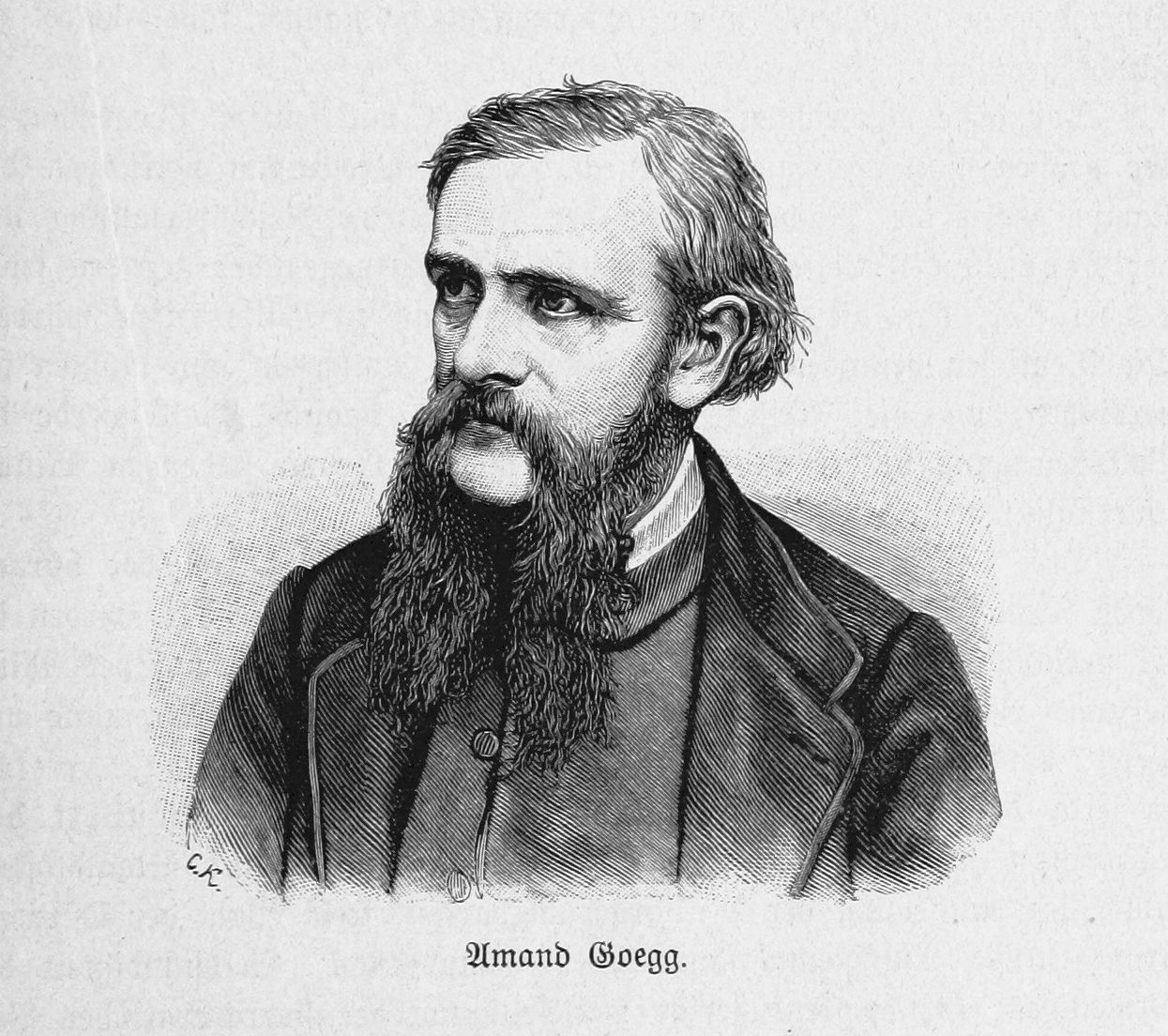
Amand Goegg (1820-1897)marido.

Com 19 anos de idade, Marie Pouchoulin casou-se com Marc-Antoine Mercier, um comerciante. Eles tiveram um filho, Henry, nascido dois anos depois.
Em 1849, ela apaixona-se pelo revolucionário Amand Goegg, um refugiado em Zurique, depois em Genebra, na esteira do fracasso da República de Baden, na qual exerceu as funções de vice-presidente da assembleia do povo e ministro das Finanças do governo provisório. Excepcionalmente para a época, Marie Pouchoulin pede o divórcio, inicialmente negado pelas autoridades, mas finalmente pronunciado em 1856. Ela casou-se, em seguida, com Amand Goegg, que adotou o seu primeiro filho. Eles tiveram dois filhos juntos: Egmont (nascido em 1854) e Gustave Alfred (nascido em 1857).
Esses anos foram marcados por muitas viagens, de Londres, onde o casal viveu em um primeiro momento, a Paris, Offenburg (Alemanha) e Bienne (Suíça), com idas frequenes a Genebra, onde abriram uma empresa de espelhos. Nunca o casal renunciou a seus compromissos, em favor dos direitos das mulheres e pela paz, para Marie Goegg-Pouchoulin, e em favor dos trabalhadores, para Amand Goegg. Em 1868, este participou da greve dos trabalhadores da construção civil em Genebra.
Amand Goegg a abandonou em 1874, não sem antes tê-la despojado de sua fortuna. Marie Goegg-Pouchoulin teve de garantir sozinha a criação e educação de seus filhos. Amand Goegg morreu em 1897, na sua cidade natal, Renchen.

## Militantismo feminista
Marie Goegg-Pouchoulin iniciou sua militância na Liga Internacional para a Paz e a Liberdade, co-fundado por seu então marido, da qual apoia a criação, em 1867. Ela ocupou o cargo de representante para as questões das mulheres, Amand Goegg, seu segundo marido, foi o vice-presidente. Foi nesse contexto que ela fez um discurso, em 1869, a favor da igualdade entre homens e mulheres, um discurso que levou a Liga a integrar esse princípio em seu programa.
Suas convicções feministas expressaram-se, em 1868, através da publicação de um chamado para a união das mulheres na revista da Liga, Os Estados Unidos da Europa. Nesse mesmo ano, ela criou a Association internationale des femmes. Um ano mais tarde, em 1869, fundou a primeira revista feminista da Suíça, Le Journal des femmes. Em 1875, ela tornou-se presidenta da Solidarité: Association pour la défense des droits de la femme, uma organização que sucedeu a Associação Internacional de Mulheres; a organização foi dissolvida em 1880. Ela também apoiou a luta de Josephine Butler em favor das prostitutas e, em seguida, se juntou à Fédération Abolitionniste Internationale: ela foi eleita para seu conselho de administração, em 1886.
Dentre os combates que apoiou ou liderou, esteve o acesso das mulheres para a Academia de Genebra, agora Universidade de Genebra. Em 1872, ela foi a primeira mulher a fazer uso do direito de petição, na Suíça. Apoiada por 30 mulheres, sua petição levou o Parlamento (Grande Conselho), em Genebra, a votar uma lei que estabeleceu a igualdade de condições de acesso ao currículo acadêmico para ambos os sexos. Genebra, assim, tornou-se a segunda universidade na Suíça a abrir-se às mulheres, depois de Zurique, em 1868.
Em 1894, aos 68 anos de idade, foi eleita vice-presidente da União das Mulheres de Genebra, criada por uma nova geração de feministas em 17 de setembro de 1891, um cargo que ele ocupou durante quatro anos. 

### Associação Internacional das Mulheres

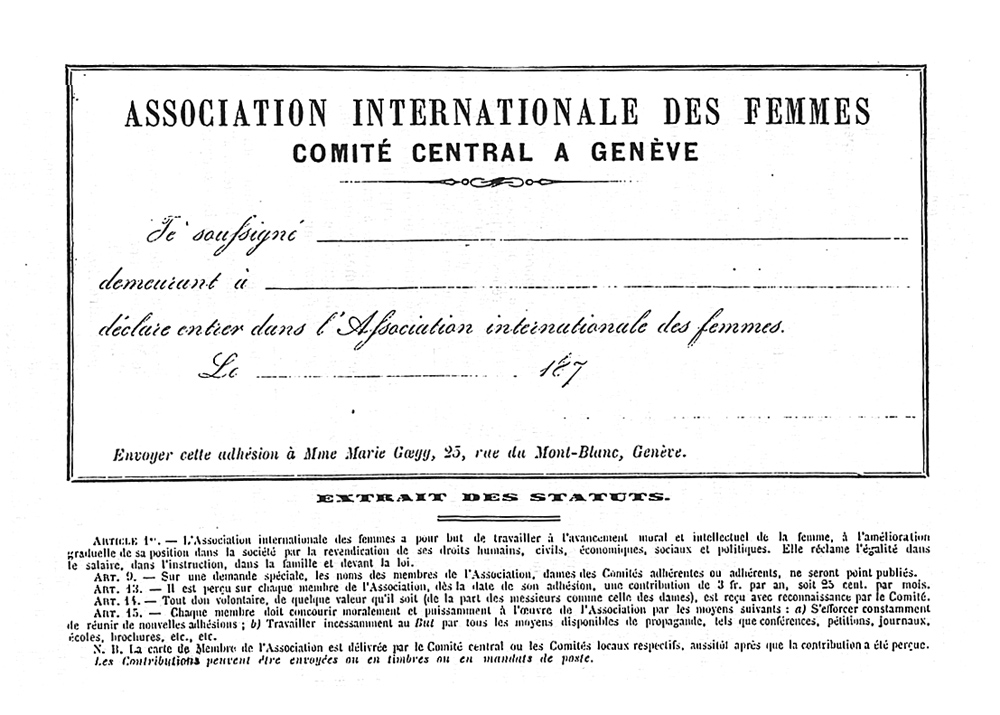
Estatuto da Associação Internacional das Mulheres

Marie Goegg-Pouchoulin fundou uma das primeiras organizações de mulheres internacionais, a Associação Internacional das Mulheres em 26 de julho de 1868, no número 9 da rue du Mont-Blanc, em Genebra. A associação, originalmente concebida como uma seção da Liga Internacional para a Paz e a Liberdade, teve como principal objetivo "trabalhar para o avanço moral e intelectual das mulheres, a melhoria gradual de sua posição na sociedade, reivindicando os seus direitos humanos, civis, econômicos, sociais e políticos". Em seu discurso inaugural, Marie Goegg-Pouchoulin detalhou suas ambições: a igualdade de direitos entre homens e mulheres na educação, a liberdade de trabalho para as mulheres e a igualdade de gênero nos vencimentos, direitos civil e econômico iguais (e, em particular, direitos iguais no casamento, que, então, submetia a mulher ao marido) e a igualdade de direitos políticos e, por conseguinte, o sufrágio universal.

## Falecimento
Marie Goegg-Pouchoulin morreu em Genebra, em 24 de março de 1899, aos 73 anos, convencida de que a igualdade de direitos entre homens e mulheres (igualdade perante a lei, igualdade na educação, na família e no mundo do trabalho) era atingível. As suíças, no entanto, tiveram de esperar até 1971 para ser concedido o direito de voto. Elas seriam as últimas na Europa a ter acesso ao sufrágio universal.

## Legado
Apesar de suas ideias terem sido por vezes consideradas extremas para a época, no final de sua vida Marie Goegg-Pouchoulin seria "ultrapassada" por uma nova geração de feministas. Sua contribuição para a igualdade de direitos entre homens e mulheres, porém, permaneceria. Ela ainda é uma pioneira dos direitos das mulheres na Suíça, e é considerada a primeira feminista igualitária da Suíça. Guiseppe Garibaldi escreveu, em 7 de abril de 1868, para Amand Goegg para pedir-lhe para parabenizar a sua esposa por
"a nobre iniciativa de lançar o belo sexo nas fileiras dos emancipadores da razão humana, sufocados pela tirania e pelos sacerdotes." 